# Jan Meyerowitz
Jan Meyerowitz (* 23. April 1913 in Breslau als Hans-Hermann Meyerowitz; † 15. Dezember 1998 in Colmar) war ein deutsch-amerikanischer Komponist, Dirigent, Pianist und Schriftsteller.

## Leben
Jan Meyerowitz wuchs in Breslau als Sohn eines Flachsfabrikanten auf. Ab 1927 studierte er in Berlin bei Walther Gmeindl und Alexander von Zemlinsky. 1933 musste er Deutschland verlassen und setzte seine Ausbildung in Rom bei Ottorino Respighi, Alfredo Casella und dem Dirigenten Bernardino Molinari fort. 1938 übersiedelte er nach Belgien, 1939 nach Südfrankreich, wo er Kontakt zur Résistance hatte. Meyerowitz war im Camp de Gurs inhaftiert. Seine spätere Frau, die Sängerin Marguerite Fricker, half ihm, in Marseille die Besatzungszeit zu überleben.
1946 ging Meyerowitz in die USA und wurde Assistent von Boris Goldovsky, dem Leiter des Opernprogramms in Tanglewood. 1951 wurde er amerikanischer Staatsbürger. Als Dozent unterrichtete Meyerowitz am Brooklyn College (1956–1962) und am City College of New York. Nach seiner Emeritierung kehrte er nach Frankreich zurück. Meyerowitz wurde zu einem der gewichtigsten neueren amerikanischen Opernkomponisten bei oft stark gesamt-kritischen Engagement, er schrieb neben Sinfonik, Kammermusik Opern. 1997 wurde Meyerowitz mit dem Johann-Wenzel-Stamitz-Preis der Künstlergilde Esslingen ausgezeichnet.

## Auszeichnungen
- 1956, 1958 Guggenheim Fellowship

## Werke

### Kompositionen

#### Bühnenwerke
- Simoon (1949). Oper in einem Akt. Libretto: Peter John Stephens (nach August Strindberg). UA 2. August 1949 Tanglewood / Massachusetts
- The Barrier (Die Schranke oder Der Mulatte, Il Mulatto; 1949). Oper in 2 Akten. Libretto: Langston Hughes. UA 18. Januar 1950 New York (Columbia University)
- Emily Dickinson (früher: Eastward in Eden; 1951). Oper 4 Akten. Libretto: Dorothy Gardner. UA 16. November 1951 Detroit
  - 2. Akt als separates Stück: The Meeting. UA 16. September 1955 Falmouth / Massachusetts
- Bad Boys in School (1952). Opern-Farce in einem Akt. Libretto: Jan Meyerowitz (nach Johann Nestroy). UA 17. August 1953 Tanglewood / Massachusetts
- Esther (1957–60). Oper in einem Akt. Libretto: Langston Hughes. UA 4. August 1960 Tanglewood / Massachusetts
- Port Town (Tanglewood 1960)
- Godfather Death (1960/61). Kammeroper in 3 Akten. Libretto: Peter John Stephens. UA 1. Juni 1961 New York
- Die Winterballade oder Die Doppelgängerin (1966/67). Oper in 3 Akten. Libretto: Jan Meyerowitz (nach Gerhart Hauptmann). UA 29. Januar 1967 Hannover (Opernhaus; Dirigent: Reinhard Petersen)

#### Vokalkompositionen
- The Five Foolish Virgins. Kantate
- The Story of Ruth für Koloratursopran und Klavier
- Missa Rachel Plorans (1954). Messe für Chor a cappella
- The Glory Around His Head (1955). Osterkantate für mittlere Stimme, 4-stimmigen gemischten Chor und Klavier. Libretto: Langston Hughes
- How Godly Is the House of God für 4-stimmigen gemischten Chor und Klavier. Libretto: Langston Hughes
- Emily Dickinson Cantata. Libretto: Dorothy Gardner(?)
- New Plymouth Cantata für Soli, 4-stimmigen gemischten Chor und Klavier. Libretto: Dorothy Gardner
- Hérodiade. Text: Stéphane Mallarmé
- Arvit Shir hadash l'shabbat (Ein neues Lied für den Sabbat). UA 1962 New York (Park Avenue Synagogue; Kantor: David Putterman)
- Hebrew Service (1962)
- Fünf Geistliche Lieder (1963) für Bass und Orchester (2.2.2.2 – 4.2.3.1 – Harfe – Pauken, Schlagzeug – Streicher)
- Weitere Kantaten, Liederzyklen und Lieder nach Texten von Edward Estlin Cummings, Robert Herrick, John Keats, Arthur Rimbaud u. a.
- Zwei Balladen und drei Lieder. Texte: Anonymus (Ballade von der Judentochter), Storm (Das Hohe Lied und Hyazinthen), Rückert (Ghasel), Platen (Ghasel).      1970 als Geschenk an Karl Riebe zur 50-jährigen Freundschaft. Uraufgeführt bei den Casino-Konzerten in Gelsenkirchen unter der Leitung von Karl Riebe.

#### Orchesterwerke
- Midrash Esther (1954). Sinfonie. UA 1957 New York (New Yorker Philharmoniker, Dirigent: Dimitri Mitropoulos)
- Flemish Overture (1959) für Orchester (3.3.3.3 – 4.3.3.1 – Harfe – Schlagzeug – Streicher)
- Oboenkonzert (1962; Orchester: 2.0.2.2 – 4.2.2.0 – Harfe – Pauken, Schlagzeug – Streicher)
- Flötenkonzert
- Four Movements for Wind Symphony (1974)
- Four Romantic Pieces for Concert Band (1978)

#### Kammermusik
- Streichquartett (1936–55)
- Sonaten für Violine und für Violoncello
- Short Suite für Blechbläser (3.3.2.1)

### Schriften
- Arnold Schönberg. Berlin (Colloquium) 1967 (= Köpfe des 20. Jahrhunderts, Band 47)
- Der echte jüdische Witz. Berlin (Colloquium) 1971. Neuausgabe: Berlin (arani) 1997. ISBN 3-7605-8669-4